# Cycloctenus paturau
Cycloctenus paturau là một loài nhện trong họ Deinopidae.
Loài này thuộc chi Cycloctenus. Cycloctenus paturau được miêu tả năm 1979 bởi Raymond Robert Forster.